# نهائي كأس الكؤوس الأوروبية 1991
نهائي كأس الكؤوس الأوروبية 1991 جمعت المباراة النهائية في نسخة 1991 في بطولة كأس الكؤوس الأوروبية ناديً برشلونة الإسباني ومانشستر يونايتد الإنجليزي وتمكن مانشستر يونايتد من الفوز بنتيجة 2-1 وتحقيق لقبة الوحيد في البطولة .

## التفاصيل
| مانشستر يونايتد                            | 2–1      | برشلونة                          |
| ------------------------------------------ | -------- | -------------------------------- |
| مارك هيوز 67 ،74' · المدرب · أليكس فيرغسون | التفاصيل | كومان 79' · المدرب · يوهان كرويف |

| مانشستر يونايتد | برشلونة |